# فيليبي دي فيغيريدو فيريرا
فيليبي دي فيغيريدو فيريرا هو لاعب كرة قدم برازيلي في مركز الوسط، ولد في 25 أبريل 1994 في برازيليا في البرازيل. لعب مع FK Javor Ivanjica ‏.